# L A M A
L A M A is een bestuurslaag in het regentschap Deli Serdang van de provincie Noord-Sumatra, Indonesië. L A M A telt 5495 inwoners (volkstelling 2010).